# Holandia na Letnich Igrzyskach Olimpijskich 1996
Holandię na Letnich Igrzyskach Olimpijskich 1996 w Atlancie reprezentowało 239 sportowców (137 mężczyzn i 102 kobiety), którzy startowali w 19 dyscyplinach. Był to 21 start na letnich igrzyskach olimpijskich reprezentacji Holandii.

## Zdobyte medale
| Medal  | Zawodnik | Dyscyplina        | Konkurencja                           | Rezultat                                                                        |
| ------ | --- | ----------------- | ------------------------------------- | ------------------------------------------------------------------------------- |
| Złoto  | Ronald Jansen, Bram Lomans, Leo Klein Gebbink, Erik Jazet, Tycho van Meer, Wouter van Pelt, Marc Delissen, Jacques Brinkman, Maurits Crucq, Stephan Veen, Floris Jan Bovelander, Jeroen Delmeé, Guus Vogels, Teun de Nooijer, Remco van Wijk, Taco van den Honert                                    | Hokej na trawie   | turniej mężczyzn                      | w finale pokonali zespół Hiszpanii 3:1                                          |
| Złoto  | Bart Brentjens | Kolarstwo górskie | cross country                         | 2:17,38 h                                                                       |
| Złoto  | Misha Latuhihin, Henk-Jan Held, Peter Blangé, Ron Zwerver, Jan Posthuma, Brecht Rodenburg, Guido Görtzen, Richard Schuil, Bas van de Goor, Olof van der Meulen, Rob Grabert, Mike van de Goor | Siatkówka         | turniej mężczyzn                      | w finale pokonali zespół Włoch 3:2 (15:12, 9:15, 16:14, 9:15, 17:15)            |
| Złoto  | Henk-Jan Zwolle, Diederik Simon, Michiel Bartman, Koos Maasdijk, Niels van der Zwan, Niels van Steenis, Ronald Florijn, Nico Rienks, Jeroen Duyster | Wioślarstwo       | ósemka mężczyzn                       | 5:42,74 min                                                                     |
| Srebro | Anky van Grunsven | Jeździectwo       | ujeżdżenie indywidualnie              | 233,02 pkt                                                                      |
| Srebro | Anky van Grunsven, Sven Rothenberger, Tineke Bartels-de Vries, Gonnelien Rothenberger-Gordijn | Jeździectwo       | ujeżdżenie drużynowo                  | 5437 pkt                                                                        |
| Srebro | Ingrid Haringa | Kolarstwo torowe  | wyścig punktowy kobiet                | 23 pkt                                                                          |
| Srebro | Maarten van der Linden, Pepijn Aardewijn | Wioślarstwo       | dwójka podwójna wagi lekkiej mężczyzn | 6:26,48 min                                                                     |
| Srebro | Margriet Matthijsse | Żeglarstwo        | klasa Europa                          | 30 pkt                                                                          |
| Brąz   | Jacqueline Toxopeus, Stella de Heij, Fleur van de Kieft, Carole Thate, Ellen Kuipers, Jeannette Lewin, Nicky Koolen, Dillianne van den Boogaard, Margje Teeuwen, Mijntje Donners, Willemijn Duyster, Suzanne Plesman, Noor Holsboer, Florentine Steenberghe, Wietske de Ruiter, Suzan van der Wielen | Hokej na trawie   | turniej kobiet                        | w meczu o brązowy medal pokonały w rzutach karnych 4:3 zespół Wielkiej Brytanii |
| Brąz   | Jenny Gal | Judo              | waga do 61 kg kobiet                  |                                                                                 |
| Brąz   | Claudia Zwiers | Judo              | waga do 66 kg kobiet                  |                                                                                 |
| Brąz   | Mark Huizinga | Judo              | waga do 86 kg mężczyzn                |                                                                                 |
| Brąz   | Sven Rothenberger | Jeździectwo       | ujeżdżenie indywidualnie              | 224,94 pkt                                                                      |
| Brąz   | Ingrid Haringa | Kolarstwo torowe  | sprint kobiet                         |                                                                                 |
| Brąz   | Kirsten Vlieghuis | Pływanie          | 400 m stylem dowolnym kobiet          | 4:08,70 min                                                                     |
| Brąz   | Kirsten Vlieghuis | Pływanie          | 800 m stylem dowolnym kobiet          | 8:30,84 min                                                                     |
| Brąz   | Irene Eijs, Eeke van Nes | Wioślarstwo       | dwójka podwójna kobiet                | 6:58,72                                                                         |
| Brąz   | Roy Heiner | Żeglarstwo        | klasa Finn                            | 50 pkt                                                                          |

## Skład kadry

### Badminton
KObiety
- Eline Coene, Erica van den Heuvel - gra podwójna - 9. miejsce,

Mężczyźni
- Joris van Soerland - gra pojedyncza - 17. miejsce,
- Jeroen van Dijk - gra pojedyncza - 17. miejsce,
- Ron Michels - gra pojedyncza - 33. miejsce,

Miksty
- Erica van den Heuvel, Ron Michels - 9. miejsce,

### Baseball
Mężczyźni
- Eric de Bruin, André van Maris, Eddie Dix, Geoffrey Kohl, Marcel Joost, Eelco Jansen, Byron Ward, Johnny Balentina, Giel ten Bosch, Jeffrey Cranston, Danny Wout, Tom Nanne, Paul Nanne, Evert-Jan 't Hoen, Marlon Fluonia, Rob Cordemans, Adonis Kemp, Marcel Kruijt, Edsel Martis, Peter Callenbach - 5. miejsce,

### Hokej na trawie
Kobiety
- Jacqueline Toxopeus, Stella de Heij, Fleur van de Kieft, Carole Thate, Ellen Kuipers, Jeannette Lewin, Nicky Koolen, Dillianne van den Boogaard, Margje Teeuwen, Mijntje Donners, Willemijn Duyster, Suzanne Plesman, Noor Holsboer, Florentine Steenberghe, Wietske de Ruiter, Suzan van der Wielen - 3. miejsce,

Mężczyźni
- Ronald Jansen, Bram Lomans, Leo Klein Gebbink, Erik Jazet, Tycho van Meer, Wouter van Pelt, Marc Delissen, Jacques Brinkman, Maurits Crucq, Stephan Veen, Floris Jan Bovelander, Jeroen Delmeé, Guus Vogels, Teun de Nooijer, Remco van Wijk, Taco van den Honert - 1. miejsce,

### Judo
Kobiety
- Tamara Meijer - waga do 48 kg - 13. miejsce,
- essica Gal - waga do 56 kg - 13. miejsce,
- Jenny Gal - waga do 61 kg - 3. miejsce,
- Claudia Zwiers - waga do 66 kg - 3. miejsce,
- Karin Kienhuis - waga do 72 kg - 15. miejsce,
- Angelique Seriese - waga powyżej 72 kg - 18. miejsce,

Mężczyźni
- Patrick Klas - waga do 78 kg - 17. miejsce,
- Mark Huizinga - waga do 86 kg - 3. miejsce,
- Ben Sonnemans - waga do 95 kg - 5. miejsce,
- Danny Ebbers - waga powyżej 95 kg - 21. miejsce,

### Jeździectwo
- Anky van Grunsven - ujeżdżenie indywidualnie - 2. miejsce,
- Sven Rothenberger - ujeżdżenie indywidualnie - 3. miejsce,
- Tineke Bartels-de Vries - ujeżdżenie indywidualnie - 13. miejsce,
- Gonnelien Rothenberger-Gordijn - ujeżdżenie indywidualnie - 16. miejsce,
- Anky van Grunsven, Sven Rothenberger, Tineke Bartels-de Vries, Gonnelien Rothenberger-Gordijn - ujeżdżenie drużynowo - 2. miejsce,
- Jan Tops - skoki przez przeszkody indywidualnie - 7. miejsce,
- Jos Lansink - skoki przez przeszkody indywidualnie - 11. miejsce,
- Emile Hendrix - skoki przez przeszkody indywidualnie - 29. miejsce,
- Bert Romp - skoki przez przeszkody indywidualnie - 40. miejsce,
- Jan Tops, Jos Lansink, Emile Hendrix, Bert Romp - skoki przez przeszkody drużynowo - 7. miejsce,

### Kajakarstwo górskie
Mężczyźni
- Michael Reys - K-1 - 11. miejsce,
- Frits Sins - K-1 - 37. miejsce,

### Kolarstwo
Kobiety
- Yvonne Brunen

kolarstwo szosowe - wyścig ze startu wspólnego - 26. miejsce,
kolarstwo szosowe - jazda indywidualna na czas - 19. miejsce,
- Elsbeth van Rooy-Vink - kolarstwo szosowe - wyścig ze startu wspólnego - 28. miejsce,
- Ingrid Haringa

kolarstwo szosowe - wyścig ze startu wspólnego - nie ukończyła wyścigu,
kolarstwo torowe - sprint - 3. miejsce,
kolarstwo torowe - wyścig punktowy - 2. miejsce,
- Elsbeth van Rooy-Vink - kolarstwo górskie - cross country - 5. miejsce,

Mężczyźni
- Erik Dekker

kolarstwo szosowe - wyścig ze startu wspólnego - 38. miejsce,
kolarstwo szosowe - jazda indywidualna na czas - 11. miejsce,
- Erik Breukink

kolarstwo szosowe - wyścig ze startu wspólnego - 45. miejsce,
kolarstwo szosowe - jazda indywidualna na czas - 17. miejsce,
- Aart Vierhouten - kolarstwo szosowe - wyścig ze startu wspólnego - 56. miejsce,
- Tristan Hoffman - kolarstwo szosowe - wyścig ze startu wspólnego - 108. miejsce,
- Danny Nelissen - kolarstwo szosowe - wyścig ze startu wspólnego - 111. miejsce,
- Dirk Jan van Hameren - kolarstwo torowe - wyścig na 1 km ze startu zatrzymanego - 12. miejsce,
- Peter Pieters

kolarstwo torowe - wyścig na 4000 m na dochodzenie indywidualnie - nie sklasyfikowany (został wyprzedzony przez przeciwnika w wyścigu eliminacyjnym),
kolarstwo torowe - wyścig punktowy - 21. miejsce,
- Jarich Bakker, Robert Slippens, Richard Rozendaal, Peter Schep - wyścig na 4000 m na dochodzenie drużynowo - 12. miejsce,
- Bart Brentjens - kolarstwo górskie - cross country - 1. miejsce,
- Marcel Arntz - kolarstwo górskie - cross country - nie ukończył wyścigu.

### Lekkoatletyka
Kobiety
- Stella Jongmans - bieg na 800 m - nie ukończyła biegu półfinałowego,
- Anne van Schuppen - maraton - 41. miejsce,
- Sharon Jaklofsky - skok w dal - nie sklasyfikowana (nie zaliczyła żadnej próby w finale),
- Jacqueline Goormachtigh - rzut dyskiem - 21. miejsce,
- Corrie de Bruin - rzut dyskiem - 36. miejsce,

Mężczyźni
- Marko Koers - bieg na 1500 m - 7. miejsce,
- Bert van Vlaanderen - maraton - 45. miejsce,
- Laurens Looije - skok o tyczce - 23. miejsce,
- Marcel Dost - dziesięciobój - 18. miejsce,
- Jack Rosendaal - dziesięciobój - 21. miejsce,

### Łucznictwo
Kobiety
- Loedmila Arzjannikova - indywidualnie - 15. miejsce,
- Christel Verstegen - indywidualnie - 27. miejsce,

### Piłka wodna
Mężczyźni
- Arie van de Bunt, Gert de Groot, Arno Havenga, Koos Issard, Bas de Jong, Niels van der Kolk, Marco Kunz, Harry van der Meer, Hans Nieuwenburg, Joeri Stoffels, Eelco Uri, Wyco de Vries - 10. miejsce,

### Pływanie
Kobiety
- Marianne Muis - 50 m stylem dowolnym - 9. miejsce,
- Angela Postma - 50 m stylem dowolnym - 10. miejsce
- Karin Brienesse - 100 m stylem dowolnym - 8. miejsce,
- Kirsten Vlieghuis

400 m stylem dowolnym - 3. miejsce,
800 m stylem dowolnym - 3. miejsce,
- Carla Geurts

400 m stylem dowolnym - 6. miejsce,
800 m stylem dowolnym - 7. miejsce,
- Madelon Baans - 100 m stylem klasycznym - 21. miejsce,
- Minouche Smit - 200 m stylem zmiennym - 7. miejsce,
- Madelon Baans, Karin Brienesse, Brenda Starink, Wilma van Rijn-van Hofwegen - sztafeta 4 x 100 m stylem zmiennym - 12. miejsce,
- Marianne Muis, Minouche Smit, Wilma van Rijn-van Hofwegen, Karin Brienesse, Manon Masseurs[12] - sztafeta 4 x 100 m stylem dowolnym - 4. miejsce,
- Carla Geurts, Patricia Stokkers, Minouche Smit, Kirsten Vlieghuis, Karin Brienesse[12] - sztafeta 4 x 200 m stylem dowolnym - 6. miejsce,

Mężczyźni
- Pieter van den Hoogenband

50 m stylem dowolnym - 9. miejsce,
100 m stylem dowolnym - 4. miejsce,
200 m stylem dowolnym - 4. miejsce,
- Benno Kuipers - 100 m stylem klasycznym - 18. miejsce,
- Stefan Aartsen

100 m stylem motylkowym - 23. miejsce,
200 m stylem motylkowym - 13. miejsce,
- Marcel Wouda

200 m stylem zmiennym - 4. miejsce,
400 m stylem zmiennym - 5. miejsce,
- Martin van der Spoel - 200 m stylem zmiennym - 10. miejsce,
- Mark Veens, Pie Geelen, Martin van der Spoel, Pieter van den Hoogenband - sztafeta 4 x 100 m stylem dowolnym - 5. miejsce,
- Marcel Wouda, Mark van der Zijden, Martin van der Spoel, Pieter van den Hoogenband, Tim Hoeijmans[13] - sztafeta 4 x 200 m stylem dowolnym - 7. miejsce,
- Stefan Aartsen, Benno Kuipers, Pieter van den Hoogenband, Martin van der Spoel - sztafeta 4 x 100 m stylem zmiennym - 10. miejsce,

### Siatkówka
Kobiety
- Jerine Fleurke, Saskia van Hintum, Erna Brinkman, Cintha Boersma, Irena Machovcak, Marjolein de Jong, Henriëtte Weersing, Marrit Leenstra, Elles Leferink, Claudia van Thiel, Riëtte Fledderus, Ingrid Visser - 5. miejsce,
- Debora Schoon-Kadijk, Lisette van de Ven - siatkówka plażowa - 13. miejsce,

Mężczyźni
- Misha Latuhihin, Henk-Jan Held, Peter Blangé, Ron Zwerver, Jan Posthuma, Brecht Rodenburg, Guido Görtzen, Richard Schuil, Bas van de Goor, Olof van der Meulen, Rob Grabert, Mike van de Goor - 1. miejsce
- Michel Everaert, Sander Mulder - siatkówka plażowa - 17. miejsce,

### Softball
Kobiety
- Jacqueline de Heer, Marjolein de Jong, Penny le Noble, Marlies van der Putten, Madelon Beek, Petra Beek, Lucienne Geels, Jacqueline Knol, Anita Kossen, Anouk Mels, Sandra Nieuwveen, Corrine Ockhuijsen, Sonja Pannen, Gonny Reijnen, Martine Stiemer - 7. miejsce,

### Strzelectwo
Mężczyźni
- Hennie Dompeling - skeet - 15. miejsce,
- Eric Swinkels - skeet - 32. miejsce,

### Tenis stołowy
Kobiety
- Gerdie Keen - gra pojedyncza - 33. miejsce,
- Bettine Vriesekoop - gra pojedyncza - 33. miejsce,
- Mirjam Hooman-Kloppenburg - gra pojedyncza - 33. miejsce,
- Bettine Vriesekoop, Emily Noor - gra podwójna - 17. miejsce,
- Gerdie Keen, Mirjam Hooman-Kloppenburg - gra podwójna - 17. miejsce,

Mężczyźni
- Danny Heister - gra pojedyncza - 33. miejsce,
- Danny Heister, Trinko Keen - gra podwójna - 9. miejsce,

### Tenis ziemny
Kobiety
- Brenda Schultz-McCarthy - gra pojedyncza - 9. miejsce,
- Manon Bollegraf, Brenda Schultz-McCarthy - gra podwójna - 4. miejsce,

Mężczyźni
- Jacco Eltingh - gra pojedyncza - 33. miejsce,
- Jan Siemerink - gra pojedyncza - 33. miejsca,
- Paul Haarhuis - gra pojedyncza - 33. miejsce,
- Jacco Eltingh, Paul Haarhuis - gra podwójna - 4. miejsce,

### Wioślarstwo
Kobiety
- Irene Eijs, Eeke van Nes - dwójka podwójna - 3. miejsce,
- Elien Meijer, Anneke Venema - dwójka bez sternika - 8. miejsce,
- Laurien Vermulst, Ellen Meliesie - dwójka podwójna wagi lekkiej - 6. miejsce,
- Irene Eijs, Meike van Driel, Nelleke Penninx, Eeke van Nes - czwórka podwójna - 6. miejsce,
- Femke Boelen, Marleen van der Velden, Astrid van Koert, Marieke Westerhof, Rita de Jong, Tessa Knaven, Tessa Appeldoorn, Muriel van Schilfgaarde, Jissy de Wolf - ósemka - 6. miejsce,

Mężczyźni
- Sjors van Iwaarden, Kai Compagner - dwójka bez sternika - 17. miejsce,
- Sander van der Marck, Adri Middag, Joris Loefs, Pieter van Andel - czwórka podwójna - 10. miejsce,
- Maarten van der Linden, Pepijn Aardewijn - dwójka podwójna wagi lekkiej - 2. miejsce,
- Henk-Jan Zwolle, Diederik Simon, Michiel Bartman, Koos Maasdijk, Niels van der Zwan, Niels van Steenis, Ronald Florijn, Nico Rienks, Jeroen Duyster - ósemka - 1. miejsce,

### Żeglarstwo
- Dorien de Vries - windsurfing kobiety - 10. miejsce,
- Margriet Matthijsse - klasa Europa - 2. miejsce,
- Roy Heiner - klasa Finn - 3. miejsce,
- Ben Kouwenhoven, Jan Kouwenhoven - klasa 470 mężczyźni - 24. miejsce,
- Serge Kats - klasa Laser - 13. miejsce,
- Ron van Teylingen, Herbert Dercksen - klasa Tornado - 9. miejsce,
- Willem Potma, Frank Hettinga, Gerhard Potma - klasa Soling - 15. miejsce,